# Textura
La Textura fu la principale famiglia di caratteri alfabetici della scrittura gotica.

## Storia
Sviluppatasi nel XIV secolo, aveva le seguenti caratteristiche:
- Le lettere sono senza curve.
- Le aste terminano con quadrangoli.
- Gli occhielli sono esagonali.

Il termine textura deriva dall'aspetto complessivo della pagina scritta: dato l'intreccio di forme, l'impaginato è simile a una tessitura. La sua origine è legata all'uso librario, e in particolare al nuovo uso del libro dovuto alla rinascita culturale del XII secolo, durante la quale nacquero le prime università.
Questo carattere aveva le terminali molto svolazzanti, soprattutto nelle maiuscole che a volte risultavano difficilmente decifrabili.
Ebbe molta fortuna in Europa sino a tutto il Quattrocento. Textura fu il carattere adottato da Johann Gutenberg, quando sperimentò l'invenzione della stampa a caratteri mobili. La famosa Bibbia a 42 linee fu stampata in carattere textura.